# Bourogne
Bourogne és un municipi francès del departament del Territori de Belfort i de la regió de Borgonya - Franc Comtat. El 2006 tenia 1887 habitants.

## Demografia
| 1962 | 1968 | 1975 | 1982 | 1990 | 1999 | 2006 |
| ---- | ---- | ---- | ---- | ---- | ---- | ---- |
| 838  | 845  | 906  | 1216 | 1353 | 1422 | 1887 |